# Яболци
Яболци (на македонска литературна норма: Јаболци) е село в община Сопище, Северна Македония.

## География
Разположено е в областта Торбешия в северното подножие на планината Караджица.

## История
В XIX век Яболци е село в Скопска каза на Османската империя. В 1855 година Йордан Хаджиконстантинов Джинот пише, че селото е разположено в „густа дубрава“, а местните жители се препитават с производство на дървени въглища и на дървен материал. В селото има „една церковь урнисана от древно време“.
Според статистиката на Васил Кънчов („Македония. Етнография и статистика“) от 1900 г. Яболци е населявано от 130 жители българи християни и 180 арнаути мохамедани.
Цялото християнско население на селото е под върховенството на Българската екзархия. По данни на секретаря на екзархията Димитър Мишев („La Macédoine et sa Population Chrétienne“) в 1905 година в Ябалци има 136 българи екзархисти и в селото работи българско училище.
При избухването на Балканската война в 1912 година 2 души от Яболци са доброволци в Македоно-одринското опълчение.
След Междусъюзническата война в 1913 година селото попада в Сърбия.
На етническата си карта от 1927 година Леонард Шулце Йена показва Яволци (Javolci) като албанско село.
На етническата си карта на Северозападна Македония в 1929 година Афанасий Селишчев отбелязва Яболци като смесено българо-албанско село.
Според преброяването от 2002 година селото има 41 жители.
| Националност     | Всичко |
| северномакедонци | 26     |
| албанци          | 15     |
| турци            | 0      |
| роми             | 0      |
| власи            | 0      |
| сърби            | 0      |
| бошняци          | 0      |
| други            | 0      |

## Личности
Родени в Яболци
- Мойсей (Мойсо) Павлов Спасов, македоно-одрински опълченец, 21-годишен, 4 рота на 2 скопска дружина[8] Носител на орден „За храброст“ III степен от Първата световна война.[9]
- Симон Георгиев Илиев, деец на ВМОРО[10]
- Христо Анастасов, македоно-одрински опълченец, 2 рота на 8 костурска дружина[11]